# Heinrich I. (Heinsberg)

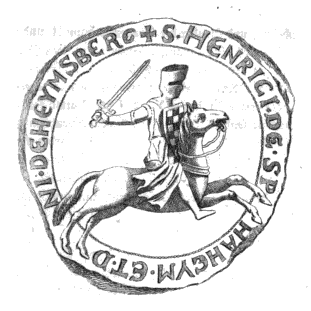
Siegel, nach Christoph Jacob Kremer

Heinrich I. von Heinsberg (* vor 1224; † 1259), aus dem Haus der rheinischen Sponheimer, war Herr von Heinsberg von 1228 bis 1259.

## Leben und Wirken
Heinrich I. war der zweite Sohn des Grafen Gottfried III. von Sponheim († 1223) und dessen Frau Adelheid von Sayn. Er heiratete um 1228/33 Agnes von Kleve-Heinsberg († 1267). Agnes war die Tochter des Grafen Dietrich I. von Falkenburg und Heinsberg († 1228). Damit war sie Erbin der Linie Kleve-Heinsberg, einer Nebenlinie der Grafen von Kleve, die erst mit Arnold II. von Kleve erschienen war. Heinrich erhielt etliche saynische Besitzungen von seiner Mutter. Durch seine Heirat mit Agnes erbte er Titel und Besitzungen der Herren von Heinsberg. Durch das Sayner Erbe war er darüber hinaus Herr zu Freusburg und erbte Löwenberg, Saffenberg, Hülchrath und Blankenburg. Die erste geschichtliche Erwähnung der Kreisstadt Heinsberg als eigentliche Stadt erfolgt 1255 in einer Urkunde Heinrichs. Er gilt damit als Gründer der Stadt Heinsberg. Sein zweiter Sohn, Johann I. von Heinsberg, nahm 1269 den Namen „von Löwenburg“ an, und deshalb zeigt bis heute das Wappen von Bad Honnef (Hauptort der Herrschaft Löwenburg) den Schild von Sponheim-Heinsberg.

## Nachkommen
Aus der Ehe mit Agnes von Kleve-Heinsberg entstammten sechs Kinder:
- Dietrich I., Graf von Heinsberg († 26. Juli 1303) ⚭ Johanna von Löwen-Gaasbeek
- Johann I., Herr zu Löwenberg († nach 1306), ⚭ (1) Gisela von Bolanden-Falkenstein-Münzenberg, Tochter Werners IV., ⚭ (2) Mechthild von Meisenburg
- Alheidis, Erbin von Hülchrath und Saffenberg († um 1303) ⚭ Graf Dietrich V. von Kleve († 1275)
- Heinrich, Propst in Köln († 1315 oder 1316)
- Agnes, Nonne in Heinsberg († nach 1297)
- Isabelle († nach 1287), ⚭ (1) Bruno III. von Isenburg-Braunsberg, ⚭ (2) Eberhard von Isenburg-Grenzau

## Belege
1. ↑  Codex diplomaticus rheno-mosellanus, II. Theil, N° 119.